# Пестрово (дворянский род)
Не путать с угасшим княжеским родом Пёстрые
Пестрово́ — русский дворянский род.

## Происхождение и история рода
Основателем династии стал Матвей Пестрово — современник Ивана Грозного и Бориса Годунова. Его сын Михаил защищал город Владимир в годы Великой Смуты начала XVII столетия, а внук Савва Михайлович Пестрово был осадным головой и воеводой в Юрьев-Польском в 1620-е годы.
Первый царь из династии Романовых Михаил Федорович за ратную службу пожаловал Пестрово многочисленные имения во Владимирском, Пензенском и Алатырском уездах. Правнук Матвея Богдан Саввич Пестрово владел поместьями на речке Унже в тогдашнем Муромском уезде.